# ガーシー参議院議員への除名処分
ガーシー参議院議員への除名処分（ガーシーさんぎいんぎいんへのじょめいしょぶん）は、第26回参議院議員通常選挙でNHK党より出馬し、当選したガーシーこと東谷義和参議院議員に対し、参議院本会議で除名の懲罰処分が下された事を指す。
参議院では通称を使用する届け出が認められていたことから、以下の記述では通称のガーシーとして記名する。

## 除名処分までの経過

### 当選
ガーシーは、2022年（令和4年）7月10日投票の第26回参議院議員通常選挙において、NHK党の比例代表として立候補した。当選後もドバイに滞在して芸能人の暴露を続けることを公約とした。また、日本で選挙活動することなく、ドバイからネットだけを介した選挙運動を展開して当選を果たした。

### 登院拒否
しかしガーシー議員はもともと芸能人や著名人などに対する暴露をする活動をしており、「暗殺や不当逮捕の恐れがある」として帰国および国会への出席を拒否した。
ガーシー議員は2022年の第209回国会・第210回国会に出席することなく、翌2023年（令和5年）1月23日の第211回国会の召集日から7日を経過しても登院しなかった。これを受け尾辻秀久参議院議長は、1月30日にガーシー議員に国会出席を求める「招状」を発した。

### 陳謝による懲罰
招状の発出から7日を経過した後の2月8日の本会議も欠席したことから、国会法第124条の規定により懲罰委員会に付託されることとなった。懲罰委員会は2月21日、ガーシー議員に対する「議場での陳謝」を求める懲罰案を全会一致で可決し、翌2月22日の本会議で賛成多数により陳謝の懲罰が決定した。これに対し、ガーシー議員は日本に帰国し陳謝に応じる方向を示し、2月27日に「本会議へ出席し、院議に従い、陳謝文を朗読致します」とした文章を参議院に回答していた。

### 帰国拒否
陳謝文を朗読する本会議は3月8日に予定されていた。しかし、ガーシー議員は3月7日に訪問先のトルコで一転し帰国を撤回、陳謝文を読み上げた動画を国会に提出したが、国会はこの動画の受け取りを拒否した。本会議での陳謝に応じなかったことから、尾辻議長は再び懲罰委員会への付託を宣言した。
なお、ガーシー議員の所属政党であるNHK党は今回の事態を受けて3月8日に党首の立花孝志が引責辞任を発表、後任を大津綾香とし、党名を「政治家女子48党」に変更している。

### 除名処分
再度の付託を受けた懲罰委員会は3月14日、最も重い「除名」の懲罰案を全会一致で可決した。翌3月15日に参議院本会議で記名投票による採決が行われた結果、賛成235反対1で除名とする処分を可決した。なお国会議員に対する除名処分は1951年にGHQ批判をし、除名された川上貫一衆議院議員以来72年ぶりとなった。
ガーシーの除名に伴い、3月24日に齊藤健一郎が繰り上げ当選した。

## 除名に対する各政党の反応

### 政治家女子48党
浜田聡政調会長は、「『ガーシー議員憎し』の一方的な報道によって世論が形成され、除名に至ったと考えている。私自身は、今後も国会議員として活動してほしいと考え、努力してきたが、それができなかったことについてはガーシー氏と票を入れてくれた皆さんに謝罪したい」と述べた。

### 自由民主党
世耕弘成参議院幹事長は、「一日も国会に登院することなく、再三の呼びかけや議場での陳謝にも応えることなく、無視し続けた結果として、このような懲罰に至ったことは大変遺憾だ。明確に参議院としての意思を、ほぼ全会派一致した形で表明することができた」と述べた。

### 立憲民主党
田名部匡代幹事長は、「非常に残念な思いだが、除名は当然だろう。一切登院しなかったのは、全国民の代表という自覚が全くなかったと言わざるをえない。国会で二度とこうした処分が繰り返されないことを本当に願う」と述べた。

### 日本維新の会
藤田文武幹事長は、「国会議員の身分を重く受け止めて、一回、『議場での陳謝』で登院を促すという手順を踏んでいる。手続き論としては適切で、参議院の決定を支持したい」と述べた。

### 日本共産党
穀田恵二国会対策委員長は、「国会議員には国民の代表としての重い責務があるが、国会法に違反する行動をとっているので、除名は当然だ」と述べた。

### 国民民主党
古川元久国会対策委員長は、「この間の経緯を踏まえれば当然の帰結だが、最初から『登院しない』と宣言している人が当選した背景には、国民の今の政治への根深い不信感がある。国民の信託に応えられる国会になっているかを改めてこの機会に考え、国会改革を進めていかなければいけない」と述べた。

### れいわ新選組
れいわ新選組は山本太郎代表らが採決を棄権。同党はこれに先立ち「大きな政党間の恣意的な運用で、気に入らない議員や党の処分、排除などを行える入り口になる」とする声明を公表し、懸念を示した。

### 社会民主党
福島瑞穂党首は「除名は国会議員にとって死刑判決。身分の喪失は慎重に議論すべきだ」と発言。一方、「参院は慎重に手続きを重ねた末に陳謝を求めた。だが、議員としての職責を果たしていない。除名も不可避だと思う」とも述べた。

## 除名処分への批判
メンタリストDaiGoは、Twitter上で「異論はないがやり方に問題があり、国民が選んだ人間を追放できるのはもはや民主主義などない」と指摘し、ガーシー議員に対しては「擁護する気はないが裁いていいのは法だけ、いまだにペーパーレスもキャッシュレスもハンコレスもできない高齢者集団に他人を裁く権利はないと思う」と除名を批判した。
また実業家の堀江貴文は、「田中角栄は5年間国会に行かなくても除名されなかったが、ガーシーは半年も経たずに除名された。この不公平を自民党が嫌いでたまらない野党が全く指摘しないどころか喜んで賛成している茶番」と指摘した。

## 除名後
除名によりガーシーは国会会期中の不逮捕特権を失った。3月16日、警視庁は暴露系YouTuberとして活動する中で著名人らを繰り返し脅迫する内容を配信したなどとして、暴力行為等処罰法違反（常習的脅迫）容疑などでガーシーの逮捕状を取った。同月23日、外務省はガーシーに対し「旅券法第19条の2第1項の規定に基づく一般旅券の返納命令」を出し、同年4月13日までに旅券を返納するよう命じた。返納に応じない場合は一般旅券が失効し、滞在国で不法滞在扱いとなり強制送還となる場合がある。
6月4日にガーシーが滞在先のアラブ首長国連邦から帰国し、暴力行為等処罰法違反（常習的脅迫）容疑などで成田国際空港で警視庁に逮捕された。
8月22日、立花孝志は自身のX（旧Twitter）投稿で、同年10月に予定されている衆議院長崎県第4区または参議院徳島県・高知県選挙区の補欠選挙に、ガーシーを擁立する可能性について言及した。前述の通り、ガーシーは国会議員を除名されているが、除名処分者は処分後の選挙に立候補して当選した場合には再び議員となることができ、両議院は、除名された議員で再び当選した者を拒むことができないものとされている（国会法第123条）。また、刑事被告人の立場ではあるが、10月の補欠選挙実施の時点では被選挙権の欠格事由にあたらない。